# اختبار برينل للصلادة

مخطط القوة

اختبار برينل للصلادة (بالإنجليزية: Brinell hardness test)‏: هو أحد الطرق أو الاختبارات المستخدمة لقياس صلادة مادة، ابتكره المهندس السويدي جون أغسطس برينل، تتلخص طريقة الاختبار في ضغط كرة من الفولاذ المصلد، أو كرة مصنعة من مادة كربيدات التنجستن الملبد، على عينة نظيفة مستوية من المادة المراد اختبار صلادتها. يفضل في هذا الاختبار ألا يقل سمك العينة عن 10 أمثال عمق الأثر (العلامة التي تتركها الكرة في العينة).
عادة ما تستخدم كرة من الفولاذ المصلد قطرها 10 مم كمادة خارقة (تسمى الخارق)، مع حمل 3000 ث.كجم، لكن حجم هذا الخارق لا يصلح في حال العينات الرقيقة؛ لذا تستخدم كرة قطرها 5 مم، كما تستخدم الأحمال 1500 ث.كجم، و500 ث.كم مع العينات الأقل صلادة. تستبدل كرة الفولاذ بأخرى من كربيدات التنجستن في حالة المواد الأكثر صلادة.
بعد إجراء الاختبار يتم تعيين قطر الأثر، ثم حساب الصلادة من العلاقة:
{\displaystyle {\mbox{BHN}}={\frac {2P}{\pi D({D-{\sqrt {(D^{2}-d^{2})}})}}}}
BHN رقم برينل للصلادة
P الحمل بالكيلو جرام
D قطر الكرة المستخدمة كخارق بالملليمتر
d قطر الأثر على سطح العينة بالملليمتر

## نتائج الاختبار
عند ذكر نتيجة اختبار برينل يجب ذكر نوع مادة الكرة وقطرها والقوة المؤثرة التي أدت إلى الحصول على هذه النتائج، وتوجد اختصارات للدلالة على نوع مادة الكرة ف HBW تدل على ان الكرة المستخدمة في الاختبار من مادة تنجستين كربيد و HBS ندل على ان المادة المستخدمة مصنعة من الصلب. وعندما تكون ظروف اختبار HBW 20/3000 فهذا معناه عند استخدام كرة مصنعة من مادة التنجستين كربيد بقطر 20 ملي متر وقوة تقدر ب 3000 كيلو جرام ثقلى.